# Sulfonilo

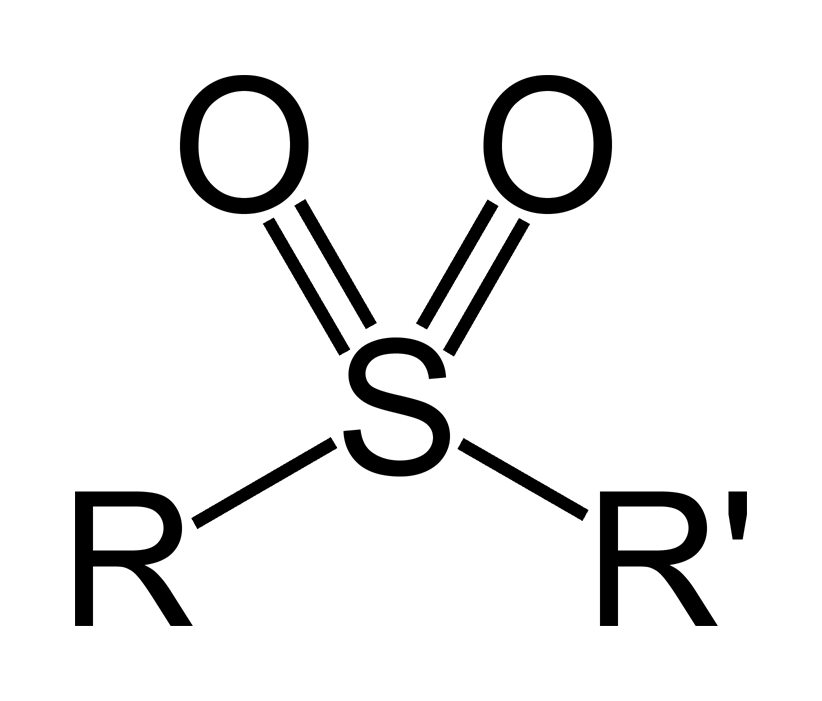
A estrutura do grupo sulfonila

Um grupo sulfonilo ou sulfonila, algumas vezes tratado como sulfonil é um radical orgânico ou grupo funcional obtido de um ácido sulfônico pela remoção do grupo hidroxila. Grupos sulfonila podem ser escritos como tendo a fórmula geral R-S(=O)2-R', onde há duas ligações duplas entre o enxofre e o oxigênio. Os nomes de grupos sulfonila tipicamente terminam em -sil ou -sila, tal como cloreto de tosila o qual é o cloreto de p-toluenessulfonila, CH3C6H4SO2Cl ou cloreto de mesila o qual é o cloreto de metilsulfonila, CH3SO2Cl. 
Grupos sulfonil podem ser reduzidos ao hidrocarboneto com hidreto de lítio e alumínio (LiAlH4).
Este grupo funcional quando ocorre em compostos inorgânicos, com a com fórmula O2SX2, recebe o nome de sulfuril ou sulfurila.

## Exemplos de substituintes do grupo sulfonil
Os nomes dos grupos sulfonilo tipicamente terminam em -sil ou -silo, tal como:
| Nome do grupo | Nome completo                         | Abreviação | Exemplo                                                        |
| ------------- | ------------------------------------- | ---------- | -------------------------------------------------------------- |
| Tosilo        | p-toluenesulfonilo                    | Ts         | Cloreto de tosilo (cloreto de p-toluenesulfonilo) CH3C6H4SO2Cl |
| Brosilo       | p-bromobenzenesulfonilo               | Bs         |                                                                |
| Nosilo        | 2- ou 4-nitrobenzenesulfonilo         | Ns         |                                                                |
| Mesilo        | metanossulfonilo                      | Ms         | Cloreto de mesilo (cloreto de metanossulfonilo) CH3SO2Cl.      |
| Triflilo      | trifluorometanossilfonilo             | Tf         |                                                                |
| Dansilo       | 5-(dimetilamino)naftaleno-1-sulfonilo | Ds         | Cloreto de dansilo                                             |